# Piękna Madonna Gdańska
Piękna Madonna Gdańska – gotycka, pełnoplastyczna figura przedstawiająca Marię z Dzieciątkiem Jezus. Dokładna data jej wykonania jest nieznana, w obecnym stanie wiedzy przypuszczalne datowania oscylują wokół pierwszej tercji XV stulecia. Nieznany jest też twórca dzieła, przypisuje się go artyście gdańskiemu lub toruńskiemu. Rzeźba znajduje się w gdańskim kościele Mariackim, w kaplicy Św. Anny, która przylega do północnej nawy bocznej.

## Dzieje
Rzeźba Pięknej Madonny datowana na pomiędzy 1400–1430 rokiem jest pełnoplastycznym dziełem wykonanym z miękkiego piaskowca. W latach 1515/20 powstała obecna nastawa ołtarzowa, przy której umieszczono wtórnie figurę. W tym czasie dodano aureolę promienistą, wieniec z róż z okrągłymi plakietkami ukazującymi sceny z życia Chrystusa. W okresie baroku figurę przemalowano (czerwono-złota barokowa szata, niebieski płaszcz ze złotym obszyciem, złote loki włosów). Pierwotnie figura wraz z szafą przylegała do filara w południowej części prezbiterium, obok ołtarza Koronacji Marii (ołtarza głównego), a w XX wieku przeniesiono do przywieżowej kaplicy Św. Rajnolda. Podczas II wojny światowej szafę z Madonną zdemontowano, zaś figura została zamurowana w podziemiach kościoła. Po wojnie zdekompletowane retabulum przeniesiono do warszawskiego Muzeum Narodowego. Po kilkudziesięciu latach eksponowania retabulum zostało zestawione ze znajdującą się w obecnym miejscu figurą Marii z Dzieciątkiem, przy czym zrekonstruowano zaginione podczas wojny elementy (m.in. pięć medalionów z reliefami dłuta Stanisława Wyrostka i Mariana Mroza).

## Opis
Rzeźba Madonny charakteryzuje się wysmukłymi proporcjami kontrapostowym upozowaniem, subtelnością i elegancją. Matka Boska ukazana została tu jako pełna urody kobieta, o delikatnych rysach twarzy, niebieskich oczach, zaś spod chustki wyłaniają się złociste loki. Na jej twarzy rysuje się spokój i radość. Jest lekko uśmiechnięta i kieruje swoją uwagę na Dzieciątko, które odwzajemnia się uśmiechem. Ich wzajemna więź została uwydatniona również poprzez gest; Maryja podaje owoc jabłoni, zaś Dzieciątko wyciąga ku niemu swoje rączki.
Maria odziana jest w czarną suknię z niedużym dekoltem, ozdobioną złotymi aplikacjami tworzącymi ornamenty. Na ramiona ma narzucony płaszcz o kolorze ciemnobłękitnym ze złotą lamówką i złotymi stylizowanymi ornamentami. Płaszcz charakteryzuje się dekoracyjnymi, stylizowanymi układami draperii: po prawej stronie (od strony odbiorcy) fałdy przybierają formę łukowatą, po lewej draperie tworzą układ kaskadowy. Na głowie ma białą chustkę, na niej zaś złotą koronę.
Matka Boska podtrzymuje w prawej ręce półnagie Dzieciątko, które próbuje usiąść podpierając swoje ciało o ramię Matki. Charakteryzuje się gęstymi złocistymi lokami włosów, delikatnością, pulchnej twarzy i drobnymi niebieskimi oczami.
"Tło" posągu stanowi gloria promienista i wieniec z róż z wplecionymi medalionami ze scenami pasyjnymi. Ciąg narracyjny rozpoczyna scena Ostatniej Wieczerzy, następnie Modlitwa w Ogrójcu, Biczowanie, Cierniem ukoronowanie, Obnażenie z szat, Ukrzyżowanie i Opłakiwanie. Pod daszkiem szafy znajduje się medalion przedstawiający Trójcę Św. w postaci trzech mężczyzn siedzących na jednym tronie, złączonych wspólnym nimbem i trzymających się za ręce. U dołu, po obu stronach wieńca różańca u dołu dwie grupy klęczących postaci reprezentujących Kościół jako Lud boży;, z prawej strony duchowieństwo wszystkich hierarchii, z lewej laicy wszystkich klas społecznych. W narożach u góry znajdują się wizerunki św. Wojciecha i św. Franciszka.

## Analiza
Gdańska Piękna Madonna jest przykładem rzeźby gotyckiej pierwszych dekad XV wieku, nazwanych w historiografii artystycznej Pięknymi Madonnami będącymi pars pro toto gotyku międzynarodowego. Oprócz tematyki styl ten poświadcza delikatne, idealizujące potraktowanie postaci, płynność gestów, upozowania, "miękkich" układów draperii oraz silnie podkreślona elegancja.
W historiografii artystycznej figura gdańska jest przedmiotem licznych dyskusji dotyczącej stylu, proweniencji artystycznej rzeźbiarza oraz daty wykonania rzeźby. Stąd też dzieło zostało wpisane w szeroki kontekst artystyczny i ramy czasowe (lata między 1410 a 1435). Istnieje zgodność badaczy, iż rzeźba została wykonana w Gdańsku, co jest tłumaczone użyciem sztucznego kamienia, powszechnego w lokalnej praktyce artystycznej oraz braku wydrążenia figury z tyłu, co było zabiegeim powszechnym przy figurach przeznaczonych do transportu.
Ze względu na niektóre wspólne cechy w stylu opracowania postaci i szat rzeźba Pięknej Madonny Gdańskiej była przypisywana rzeźbiarzowi z kręgu Mistrza Pięknej Madonny z Torunia, który był związany ze środowiskiem czeskim i wykształcił na kanwie nurtu parlerowskiego nową formułę stylową. Z tego samego kręgu wywodzą się twórcy kamiennych Madonn m.in. w Rheinisches Landesmuseum w Bonn, z kościoła parafialnego w Szternberku na Morawach, z Kunstmuseum w Düsseldorfie. Tenże artysta miał wykonać także dla głównomiejskiej fary Pietę (znajdującą się obecnie w kaplicy Św. Rajnolda), Chrystusa z ołtarza Rozesłania Apostołów (w kaplicy Św. Marcina), Madonnę z Dzieciątkiem z ołtarza Świętych Kosmy i Damiana (obecnie w Muzeum Narodowym w Warszawie) oraz Grupę Ukrzyżowania z kaplicy Jedenastu Tysięcy Dziewic. Zaliczane są do wczesnej fazy stylu pięknego związanego z kulturą dworską. Tradycja rzeźbienia Pięknych Madonn została później przyjęta wśród rzeźbiarzy związanych z kulturą mieszczańską, co zaowocowało licznymi figurami na terenie Hanzy (m.in. tzw. Madonna Junga w kościele Św. Mikołaja w Stralsundzie czy zniszczona w 1942 i zastąpiona rekonstrukcją Madonna Darsowa w kościele NMP w Lubece). Figury o zbliżonej konwencji wykonywano także we Francji (gł. w warsztatach paryskich), Niderlandach (m.in. Madonny z Antwerpii i z Ankeveen obecnie w zbiorach Museum Catharijneconvent w Utrechcie). W ostatnich badaniach zakwestionowano związek gdańskiego dzieła z wczesnymi Pięknymi Madonnami, jak również z wczesnymi dziełami hanzeatyckimi i przyjęto luźne powiązania z francuskimi i niderlandzkimi Madonnami z Dzieciątkiem niezależnymi od czesko-śląsko-pomorskiego nurtu stylu pięknego. Stąd też datuje się Piękną Madonnę Gdańską na lata 1430–35.
W najnowszych badaniach nad Piękną Madonną gdańską wykazano jej bezpośrednie związki ze sztuką niderlandzką, głównie z Madonną z Ankeyveen, będącej lustrzanym odbiciem rzeźby gdańskiej. Potwierdzono lokalne wykonanie figury, określając jej warsztat jako znajdujący się pod wpływami niderlandzkimi.

## Legenda
Gdańskiej Madonnie towarzyszy legenda o nieznanej metryce. Po śmierci mistrza garncarskiego, jego warsztat odziedziczyła młoda wdowa. Pracowali w nim dwaj czeladnicy. Jeden z nich odznaczał się pobożnością, zdolnościami, pracowitością i innymi cnotami, podczas gdy drugi był pełen przywar, odznaczał się agresywnością i natarczywością w stosunku do niewiasty. Obaj ubiegali się o rękę wdowy i pewnego razu doszło do krwawej awantury pomiędzy nimi. Agresor ze względu na podejrzenie o usiłowanie zabójstwa został aresztowany i zamknięty w gdańskiej Katowni, gdzie oczekiwał na wyrok śmierci. Na nic zdały się interwencje wdowy wobec niesprawiedliwego wyroku, a awanturnik rozpaczliwie modlił się do Marii, która ukazała się jemu wraz z Dzieciątkiem jako młoda, pełna urody niewiasta. Jako ostatnią prośbę prosił Radę Miejską o niezbędne materiały do rzeźby, za pomocą których odzwierciedlił wizję. Rzeźba była tak piękna, że radni nie mogli uwierzyć, aby morderca zdolny był do takiego kunsztu. Za ten czyn awanturniczego artystę uniewinniono i ten pojął za żonę wdowę garncarza.